# 暗色新亮麗鯛
暗色新亮麗鯛，為輻鰭魚綱鱸形目隆頭魚亞目慈鯛科的其中一種，分布於非洲坦干伊喀湖流域，體長可達8.2公分，棲息在沉積物豐富的岩石底質水域，生活習性不明，可作為觀賞魚。

## 擴展閱讀
維基物種上的相關：暗色新亮麗鯛